# Монреаль Олімпік
Монреаль Олімпік (фр. Montreal Olympique) — професійна футбольна команда з Монреаля, що грала в NASL протягом трьох сезонів, з 1971 по 1973 рік, але не досягла серйозного успіху. Найвідомішим гравцем клубу є Грем Сунес, що провів 10 матчів за клуб у 1972 році.

## Сезони
| Рік  | Ліга | В | П  | Н | О  | Регулярний сезон         | Плей-оф            |
| ---- | ---- | - | -- | - | -- | ------------------------ | ------------------ |
| 1971 | NASL | 4 | 15 | 5 | 65 | 4-те, Північний дивізіон | Не кваліфікувались |
| 1972 | NASL | 4 | 5  | 5 | 57 | 3-тє, Північний дивізіон | Не кваліфікувались |
| 1973 | NASL | 5 | 10 | 4 | 64 | 2-ге, Північний дивізіон | Не кваліфікувались |

## Тренери
- Ренато Тофані (1971)
- Грем Адамс (1972-73)[2]